# Área de Conservação da Paisagem de Pamma
A Área de Conservação da Paisagem de Pamma é um parque natural localizado no Condado de Saare, na Estónia.
A área do parque natural é de 8 hectares.
A área protegida foi fundada em 1959 para proteger as paisagens e a biodiversidade nas aldeias de Pamma e Purtsa. Em 2018, a área protegida foi reformulada para área de conservação paisagística.